# 코지두 아 포르투게자
코지두 아 포르투게자(포르투갈어: cozido à portuguesa)는 포르투갈의 전통 음식이다. 여러 가지 고기와 소시지, 채소를 삶아 만든 코지두로, 포르투갈 전역에서 먹는 요리이며, 조리법과 재료도 지역마다 조금씩 다르다. 포르투갈의 국민 음식 가운데 하나로 여겨진다.

## 이름
포르투갈어 "코지두 아 포르투게자(cozido à portuguesa)"는 "포르투갈식 코지두"라는 뜻이다.
"아 포르투게자(à portuguesa)"는 "포르투갈식의" 라는 뜻이며, "포르투갈의"라는 뜻의 "포르투게자(portuguesa)"에 "~에"라는 뜻의 전치사 "아(a)"와 정관사 "아(a)"가 합쳐진 "아(à)"를 붙인 것이다.

## 만들기
고기로는 쇠고기 갖은 부위, 돼지고기 갈비, 삼겹살, 귀, 족발 등이 쓰이며, 소시지로는 쇼리수, 모르셀라, 쇼리수 드 상그, 알례이라, 파리녜이라 등이, 채소로는 주로 강낭콩, 감자, 당근, 순무, 사보이양배추, 콜라드 등이 사용된다.
물이나 육수에 고기와 쇼리수, 모르셀라, 쇼리수 드 상그 등의 소시지를 삶고, 익으면 꺼낸 뒤 채소와 알례이라, 파리녜이라 등 부드러운 소시지를 넣어 익힌다. 남은 국물은 수프로 먹기도 하며, 이 경우에 소파 두 코지두(포르투갈어: sopa do cozido)라 불린다. 국물을 이용해 쌀밥을 짓고 흰강낭콩을 익혀 곁들임 음식으로 아호스 이 페이장을 만들기도 한다. 익은 고기와 소시지, 채소는 먹기 좋게 썰어서 접시나 그릇에 담아 낸다.

## 변형
마카오 토생 포요리 버전은 "타추"라 불린다.

## 사진

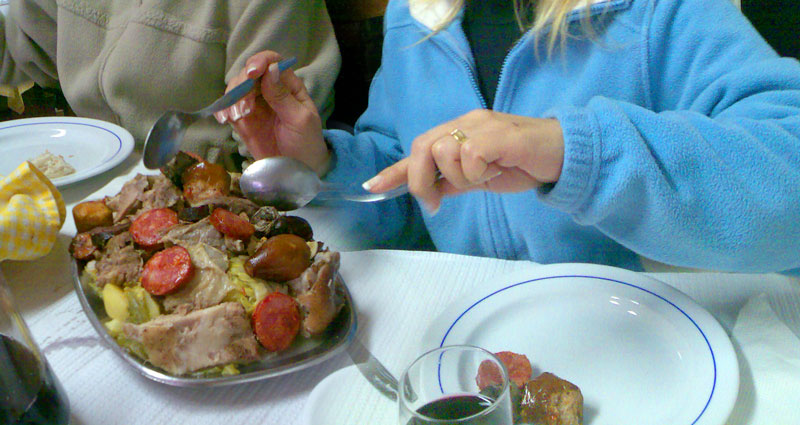
코지두 아 포르투게자
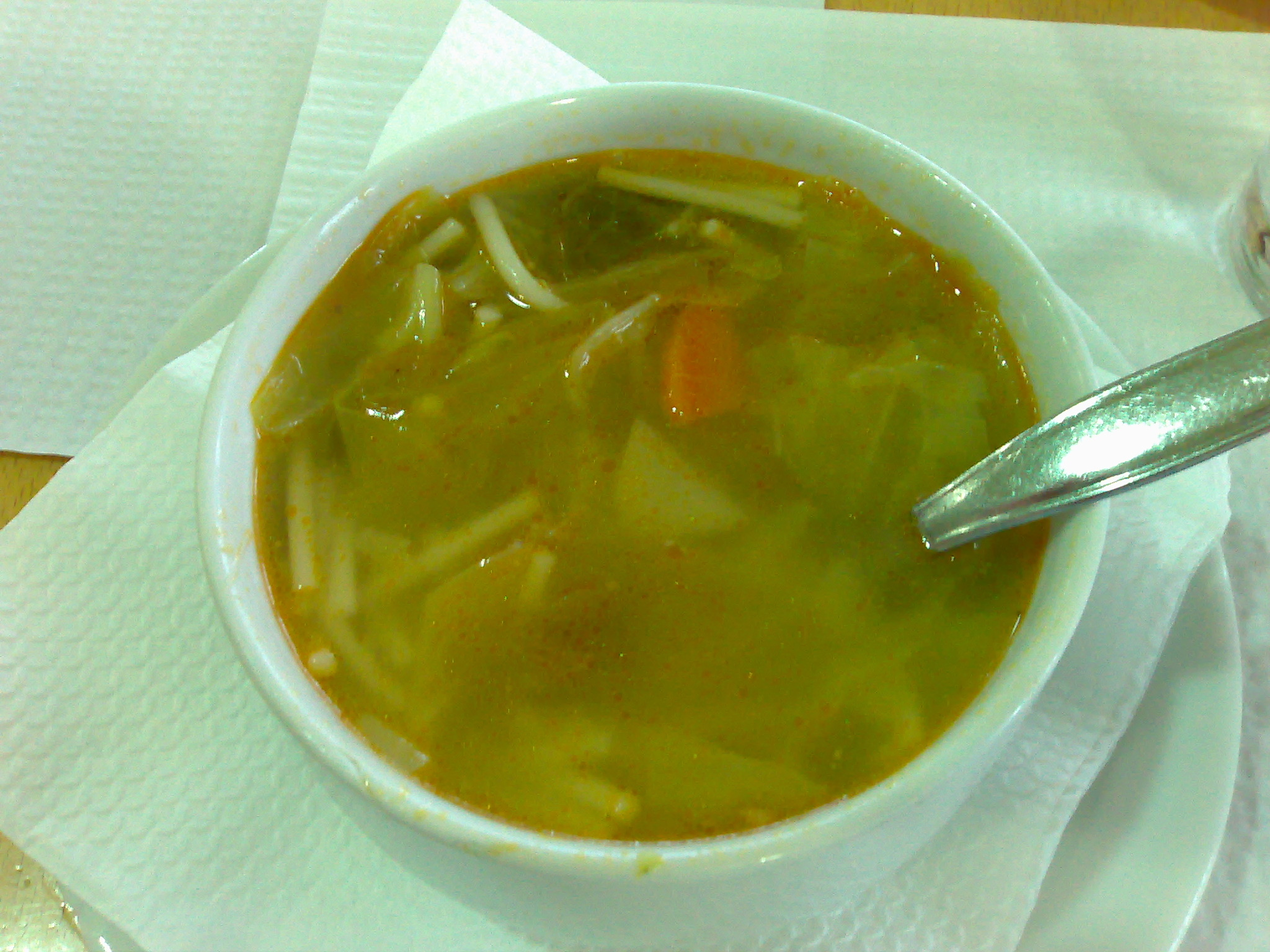
소파 두 코지두

## 같이 보기
- 백숙
- 수육